# 離心木星

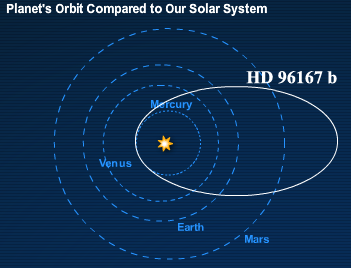
一颗离心木星HD96167b的轨道图（实线），可见这颗行星以高离心率的椭圆轨道运行

离心木星是一类太阳系外的类木行星，其轨道离心率极大，接近于彗星轨道。和热木星一样，离心木星系统中也不大可能存在类地行星，因为只要给予足够时间，一颗如木星大小的行星就能够将所有质量和地球仿佛的类地行星抛出该行星系统。
据估计，大约7%的恒星都拥有一颗离心木星，较之热木星普遍。